# Гарнер (Ајова)
Гарнер (енгл. Garner) град је у америчкој савезној држави Ајова. По попису становништва из 2010. у њему је живело 3.129 становника.

## Демографија
Према попису становништва из 2010. у граду је живело 3.129 становника, што је 207 (7,1%) становника више него 2000. године.
| Група             | 2000.         | 2010.         |
| Белци             | 2.878 (98,5%) | 3.008 (96,1%) |
| Афроамериканци    | 1 (0,0%)      | 20 (0,6%)     |
| Азијати           | 11 (0,4%)     | 9 (0,3%)      |
| Хиспаноамериканци | 21 (0,7%)     | 62 (2,0%)     |
| Укупно            | 2.922         | 3.129         |